# 森下亀太郎

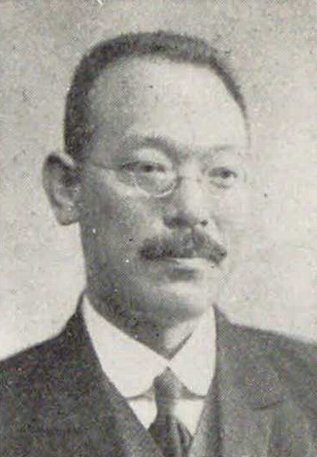
森下亀太郎

森下 亀太郎（もりした かめたろう、旧字体：森下 龜太郞、1869年12月5日（明治2年11月3日） - 1946年（昭和21年）4月26日）は、日本の弁護士、政治家。衆議院議員（当選1回）。族籍は岡山県士族。

## 経歴
備中国上房郡高梁町（現在の岡山県高梁市）生まれ。岡山県士族・森下良諒の三男。
有終館で荘田霜渓より漢学を学ぶ。1894年（明治27年）、明治法律学校（現在の明治大学）を卒業。
甲府・前橋・大阪・大津の各地方裁判所判事、大阪控訴院検事などを歴任。
1905年（明治38年）、退官して大阪市で弁護士を開業。
大阪市会議員を経て、1920年（大正9年）に衆議院議員に当選し、庚申倶楽部に所属した。
1936年（昭和11年）、大阪弁護士会会長に就任。

## 人物
宗教は仏教。趣味は囲碁、謡曲、飼鳥。住所は大阪市港区八幡屋元町。

## 家族・親族
森下家
- 妻（1880年 - ?、大阪、杉野勝清の叔母）[2]
- 長男（弁護士）[2]
- 二男[2]
- 三男[7]
- 四男[7]
- 五男[7]
- 六男[7]
- 長女[2]
- 三女[2]
- 四女[2]
- 孫[2]